# Yusuke Nishiyama
Yusuke Nishiyama (født 18. september 1994) er en japansk fodboldspiller, som spiller for den japanske fodboldklub Gainare Tottori.